# Foreste miste dei monti Changbai
Le foreste miste dei monti Changbai sono un'ecoregione dell'ecozona paleartica, definita dal WWF (codice ecoregione: PA0414), situata in Asia orientale, al confine tra Cina e Corea del Nord.

## Territorio

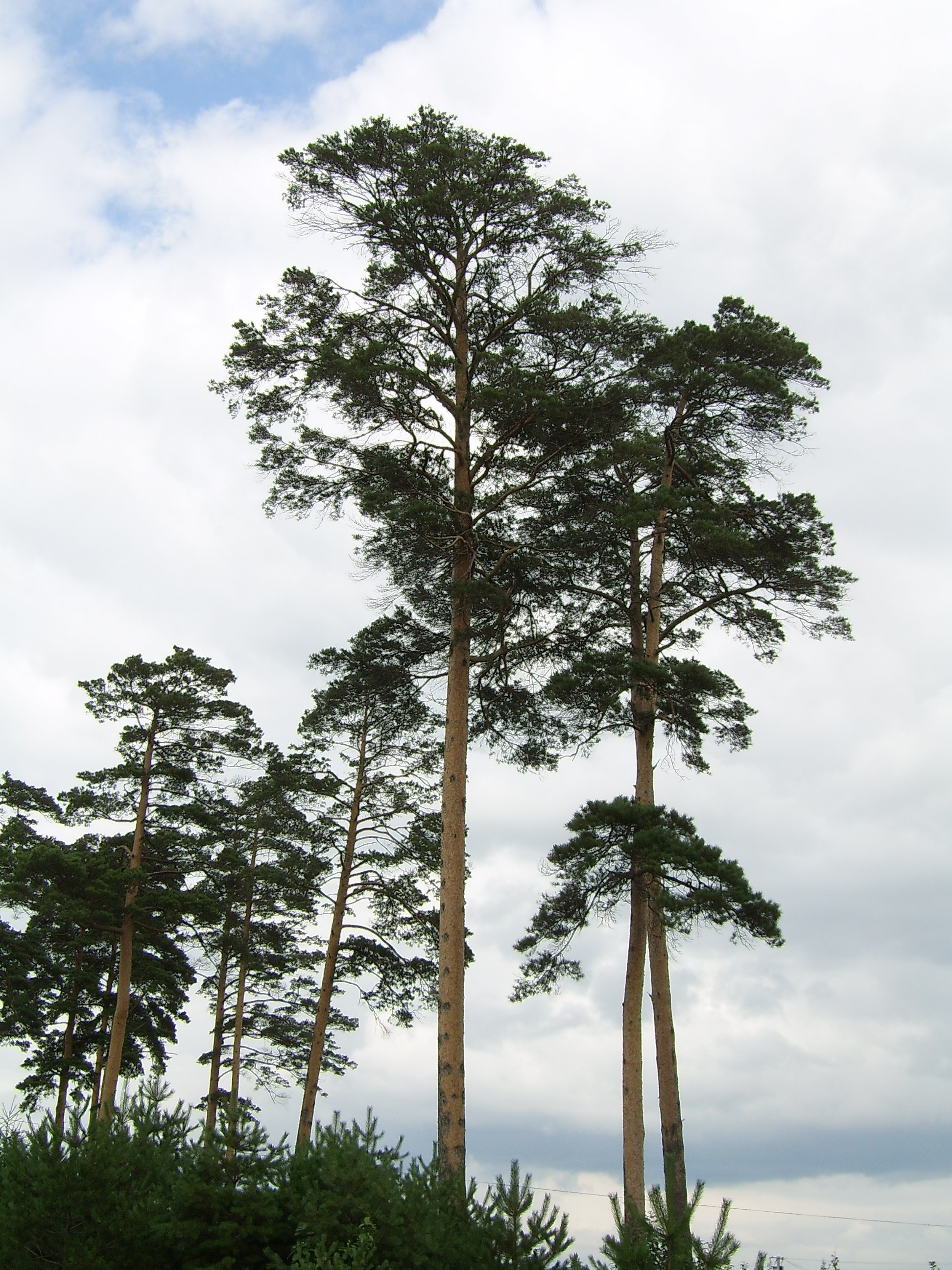
Pini sul massiccio dei monti Changbai.

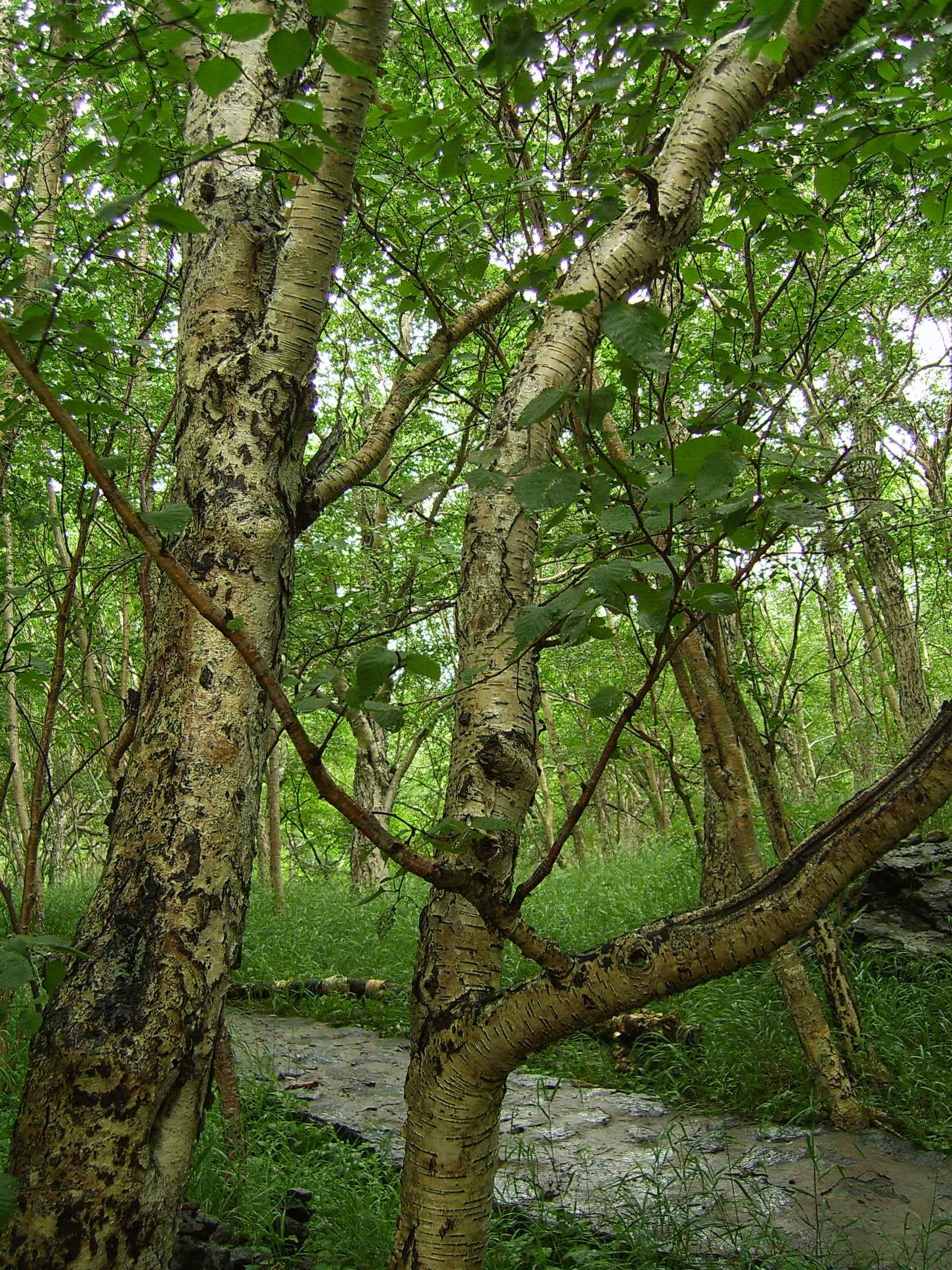
Betulle di Manciuria sui monti Changbai.

Questa catena di basse colline e montagne alla base della penisola coreana ospita uno degli ecosistemi forestali più diversificati dell'Asia nord-orientale. Vi si trovano due ecoregioni. Le foreste miste della Manciuria occupano le aree collinari più basse che si estendono tra la parte settentrionale della penisola coreana, attraverso la Cina, fino al bacino del fiume Amur nell'Estremo Oriente Russo. Le foreste miste dei monti Changbai comprendono le regioni montuose più elevate della catena, dove le foreste sono dominate dalle conifere e il paesaggio comprende prati alpini e pendici rocciose. Il Baiyun («Nuvola Bianca»), la cima più alta della Cina nord-orientale, è un vulcano dormiente che raggiunge un'altezza di 2691 m. A causa della vasta estensione altitudinale, questa ecoregione comprende zone bioclimatiche ben definite, che vanno dalla vegetazione temperata delle vallate alla tundra alpina che si sviluppa sulle pendici superiori.
I monti Changbai sono costituiti da una catena di colline di altitudine medio-bassa, disposta con andamento da sud-ovest a nord-est, e comprendono un altopiano vulcanico situato ad un'altitudine superiore ai 2600 m. Queste alture sono la sorgente di alcuni tra i più grandi fiumi della regione e ospitano una flora alpina caratteristica.
Il clima sui monti Changbai è determinato dalle influenze continentali dell'Asia interna, prevalenti durante l'inverno, e da quelle monsoniche che giungono dal Pacifico occidentale, che apportano precipitazioni sull'area durante l'estate. Gli inverni sono lunghi, freddi e relativamente secchi, con temperature medie di gennaio comprese tra i -10 e i -20 °C, a seconda dell'altitudine. Su tutta la regione cadono in media tra i 500 e i 1000 mm di pioggia all'anno ad altitudini medio-inferiori, ma questi valori possono raggiungere i 1400 mm nei pressi della sommità. La maggior parte delle piogge cade in estate e autunno.

## Flora
Le foreste che crescono sui monti Changbai sono tra le più ricche della Cina nord-orientale. Nelle zone poco elevate, al di sotto dei 1100 m, crescono boschetti misti di conifere e latifoglie decidue. Tra le conifere vi sono il pino coreano (Pinus koraiensis), l'abete di Manciuria (Abies holophylla), il pino rosso del Giappone (Pinus densiflora) e il tasso del Giappone (Taxus cuspidata); tra le latifoglie la quercia della Mongolia (Quercus mongolica), il tiglio dell'Amur (Tilia amurensis), il frassino (Fraxinus mandshurica) e la betulla nana (Betula ermanii). In queste foreste crescono anche piante con affinità subtropicali, tra cui varie viti rampicanti, l'albero del kiwi (Actinidia spp.) e l'Aristolochia manshuriensis. Queste foreste di bassa quota sono simili a quelle di transizione che caratterizzano la circostante ecoregione delle foreste miste della Manciuria. Nel sottobosco crescono vegetali importanti dal punto di vista economico, in alcuni casi addirittura quasi scomparsi a causa della raccolta indiscriminata, come il ginseng (Panax ginseng), lo zenzero selvatico della Manciuria (Asarum heterotropoides) e la Gastrodia spp., utilizzata come analgesico. Agli inizi del XX secolo, Panax ginseng cresceva nella Cina nord-orientale e nelle aree settentrionali della penisola coreana. Non era raro nel sottobosco delle foreste di conifere dell'ecoregione delle foreste miste dei monti Changbai. Suo habitat principale erano le foreste miste di conifere (Pinus koraiensis, Abies holophylla) e latifoglie decidue (Quercus mongolica, Tilia mandshurica). Negli ultimi decenni, tuttavia, questa pianta è notevolmente diminuita di numero a causa dell'industria del legname, degli incendi e della raccolta delle sue radici a scopo medicinale. Oggi P. ginseng è quasi completamente scomparso dalla Manciuria cinese e dalla penisola coreana, ma sopravvive ancora nella riserva dei Changbai e nelle foreste del Territorio del Litorale nell'Estremo Oriente Russo. Sono necessarie misure urgenti per ripristinare questa specie importante dal punto di vista economico e preservare il suo potenziale genetico.
La zona delle foreste di «conifere scure», compresa tra i 1100 e i 1900 m, comprende una ricca varietà di piante originarie della Siberia, dell'Europa occidentale, del Giappone e della penisola coreana. Le foreste qui sono ammantate di muschi e ospitano un sottobosco di erbe e felci. Tra i 1100 e i 1500 m, la foresta è costituita da pecci (Picea jezoensis, P. obovata), abeti (Abies nephrolepis) e larici (Larix gmelinii). Tra i 1500 e i 1900 m, la varietà di alberi diminuisce e rimangono solamente boschetti di Picea jezoensis e Abies nephrolepis con un sottobosco molto più scarso e un più spesso strato di muschi. Tra gli alberi di minori dimensioni che crescono sotto la volta della foresta di conifere scure vi sono l'acero (Acer caudatum), la betulla (Betula costata), il sorbo degli uccellatori (Sorbus aucuparia) e il pioppo (Populus suaveolens).
La fascia alpina ospita una gran varietà di piante erbacee. Sui siti esposti si sviluppano prati, ma in posizioni favorevoli, dove uno strato di neve protegge i germogli esposti durante l'inverno, arbusti legnosi come il salice (Salix spp.), Vaccinium spp., Rhododendron spp. e la betulla delle rocce nana (Betula ermanii) formano una bassa copertura. Le piante alpine della sommità dell'altopiano del monte Baiyun sono caratteristiche e comprendono molte specie endemiche, in quanto i monti Changbai sono l'unica catena montuosa elevata di questa regione dell'Asia.

## Fauna
La riserva naturale dei monti Changbai (1900 km²), al confine tra la provincia di Jilin e la Corea del Nord, è molto importante per la conservazione di questa ecoregione di montagna. Venne istituita nel 1961 ed entrò a far parte del Programma sull'uomo e la biosfera dell'UNESCO nel 1979. Alcune delle ultime foreste miste rimaste dei Changbai Shan sono di importanza fondamentale, perché sono tuttora quasi incontaminate. La riserva naturale comprende il monte Baiyun, la vetta più alta della Cina nord-orientale, e il lago vulcanico più profondo della Cina (373 m). Sui Changbai Shan sono state censite più di 50 specie di mammiferi e 300 di uccelli. Tra i mammiferi vi sono la tigre siberiana (Panthera tigris altaica), il leopardo dell'Amur (Panthera pardus japonensis), la lince euroasiatica (Lynx lynx), l'orso bruno (Ursus arctos), il sika (Cervus nippon), il wapiti (C. canadensis), il goral dalla coda lunga (Naemorhedus caudatus), il cinghiale (Sus scrofa), la lontra (Lutra lutra) e lo zibellino (Martes zibellina).
Tra gli uccelli figurano specie rare come il fagiano di monte (Lyrurus tetrix), il francolino di monte (Tetrastes bonasia), la cicogna nera (Ciconia nigra), la cicogna orientale (C. boyciana), l'anatra mandarina (Aix galericulata) e lo smergo squamato (Mergus squamatus).

## Conservazione
L'industria del legname e la caccia sono i due principali fattori che minacciano la biodiversità di questa ecoregione. Una possibile minaccia è inoltre costituita dallo sviluppo dell'industria turistica sui monti Changbai.